# Sebastián Elías Gómez
Sebastián Elías Gómez (Capital Federal; 13 de septiembre de 1986) es un exfutbolista y entrenador argentino que jugaba como arquero. Es entrenador de arqueros en Barracas Central desde 2022.

## Trayectoria
Gómez debutó en el Club Atlético Huracán, donde estaría 3 temporadas. Luego pasaría por Tristán Suárez y Brown de Adrogué hasta llegar a Barracas Central, donde se consolidó como titular atajando 10 años seguidos, con un breve paso a préstamo por Talleres de Remedios de Escalada en el medio.  En Barracas Central obtuvo dos campeonatos y sus respectivos ascensos: en la temporada 2009/2010 campeón de Primera C con el correspondiente ascenso a la Primera B Metropolitana y en el torneo 2018/2019 campeón de la Primera B Metropolitana que significó el ascenso a la Primera B Nacional .
En el año 2020 fichó para Berazategui de la Primera C de Argentina. En 2021 firmó para Argentino de Quilmes, club de la Primera B Metropolitana.

## Palmarés

### Campeonatos nacionales
| Título    | Club             | País      | Año     |
| --------- | ---------------- | --------- | ------- |
| Primera B | Barracas Central | Argentina | 2018-19 |